# Kim Sol-song
Kim Sol-song (hangul: 김설송; 30 de dezembro de 1974) é filha do ex-líder da Coreia do Norte Kim Jong-il e de Kim Young-sook. Ela tem sido ativa dentro do departamento de propaganda, esteve a cargo dos assuntos literários e anteriormente foi responsável pela segurança e agenda de seu pai como secretária.
"Seol-song" significa literalmente "pinheiro de neve", e o seu nome foi supostamente dado por seu avô, Kim Il-sung.

## Carreira
Alegadamente, ela era a favorita de seu pai. Ela frequentou a mesma escola que o mesmo, formou-se no Departamento de Economia da Universidade Kim Il-sung e foi designada para o departamento de propaganda do Comitê Central do Partido dos Trabalhadores. Ela também teria sido responsável pelos assuntos literários: de acordo com relatos, todas as assinaturas em obras de literatura que chegam ao departamento foram assinadas por ela.
De acordo com um desertor norte-coreano que costumava ser um oficial de alto escalão em Pyongyang, Seol-song era a encarregada da segurança e da agenda de Kim Jong-Il desde o final dos anos 1990. Nessa posição, ela acompanhou seu pai durante viagens às unidades do Exército Popular da Coreia (EPC) e às aldeias locais. Durante essas viagens, ela foi observada vestindo uniforme de tenente-coronel do EPC.
Seol-song foi descrita por um desertor norte-coreano como "inteligente" e "bonita". Da época do depoimento do desertor, Seol-song tinha cabelo até a cintura e segundo o mesmo media 1,65 metros de altura (considerado alto para uma mulher).
De acordo com um oficial de inteligência coreano, Seol-song estudava em Paris no outono de 2005.